# Рафал Дутка
Рафал Дутка (пол. Rafał Dutka; нар. 14 серпня 1985, м. Новий Торг, Польща) — польський хокеїст, захисник. Наразі виступає за «Краковія» (Краків) у Польській Екстралізі. 
Вихованець хокейної школи ММКС (Новий Торг). Виступав за «Подгале» (Новий Торг), КХ Сянок.
У складі національної збірної Польщі провів 33 матчі (3 голи); учасник чемпіонатів світу 2010 (дивізіон I) і 2011 (дивізіон I). У складі молодіжної збірної Польщі учасник чемпіонату світу 2004 (дивізіон II). У складі юніорської збірної Польщі учасник чемпіонату світу 2003 (дивізіон I).
Чемпіон Польщі (2007, 2010). Володар Кубка Польщі (2005).